# 丸樹亨
丸樹 亨（まるき とおる、1929年8月 - ）は、日本の雀士・雀荘経営者。東京都出身。

## 人物
麻雀を始めた当初は芸の一つ覚えとして純粋な雀士を目指していた。八重洲にある日本麻雀連盟にて腕をみがきによく通っていた（当時はアルシャールルールで賭けない麻雀だった）。その後、師と出会い全国大会の話を持ちかけられ、参加する場合は二段ということで出場するように促され、言われるまま出場したら6位に入賞したことがあったという。そこからさらに腕を上げていき、次第に会社の仲間から誘われなくなる。
33歳頃より四谷・荒木町にてサイドビジネスとして、未届け雀荘の経営を都内で転々と約14年間経営したことがある。
『週刊少年マガジン』（講談社）に連載していた『哲也-雀聖と呼ばれた男』のガイドブック・『哲也-逆転のセオリー』にて、『哲也』の世界の時代背景の生き証人として、丸樹自身の人生経験での実態について対談話が掲載されている。